# 狂野時代
《狂野時代》是一部2025年中國大陸導演畢贛編導的科幻懸疑劇情片，由易烊千璽、舒淇領銜主演。影片入選第78屆坎城影展正式競賽單元角逐金棕櫚獎，定於2025年5月22日全球首映。最終獲得評審團特別獎。

## 演員
- 易烊千璽
- 舒淇
- 趙又廷
- 李庚希
- 黃覺
- 陳永忠
- 張志堅
- 曾美慧孜
- 閆楠
- 郭沐橙
- 杜卡妮

## 製作
2021年，華策影業宣布將製作畢贛未命名的新作，初步報告預定將於2022年開始投入製作。2023年9月，《綜藝》雜誌報導畢贛即將完成劇本，片名正式命名為《狂野時代》。該片由舒淇和易烊千璽領銜主演，董勁松擔任攝影指導。
主體拍攝於2024年3月中旬開始進行，一直持續到9月；後於2024年第四季恢復拍攝，2025年4月8日正式殺青。

## 發行
2025年5月，入選第78屆坎城影展正式競賽單元角逐金棕櫚獎，是唯一入选竞赛单元的华语电影，定於2025年5月22日全球首映。

## 迴響

### 專業評價
《狂野時代》獲得評論家的普遍好評，部分稱讚畢贛的導演風格，亦有一部分對其晦澀的敘事感到質疑。在評論匯總網站爛番茄給出了89%新鮮度（27條評論）。Metacritic給出82/100的平均分（10條評論），表示“普遍好評”。
《衛報》的彼得·布拉德肖給予該片四顆星（滿分五顆星），寫道：“是一部極其神秘的電影，其謎團延伸到片名——正發生之事是否具明確變革意義的《狂野時代》？（...）其謎題般之特質，以及其壯觀的視覺效果，提起或回覆問題或許不是電影的重點，可能會讓一些觀眾感到困惑——本人也無法確定默片類型的效果。但確實是一部真正的藝術作品”。《紐約時報》的曼諾拉·達吉斯評論道：“畢贛在漫長歷程中不斷切換視覺風格和敘事技巧，使得格外引人入勝。（...）《狂野時代》充滿對其他電影和電影作者的致敬，是影迷的享受。[它]或許籠罩在憂鬱之中，但畢贛自己的電影之旅充滿活力和鼓舞人心”。

### 獎項
| 年份 | 頒獎單位       | 獎項         | 入圍者       | 結果 | 來源   |
| ---- | -------------- | ------------ | ------------ | ---- | ------ |
| 2025 | 第78屆坎城影展 | 金棕櫚獎     | 《狂野時代》 | 提名 | [ 10 ] |
| 2025 | 第78屆坎城影展 | 評審團特別獎 | 《狂野時代》 | 獲獎 | [ 10 ] |

## 歌曲
| 曲別   | 歌名             | 作曲      | 作詞      | 演唱者                 |
| ------ | ---------------- | --------- | --------- | ---------------------- |
| 主題曲 | 《Resurrection》 | 戴安·沃伦 | 戴安·沃伦 | 杜卡妮、天使童声合唱团 |
| 插曲   | 《魚兒水中遊》   | 許慧欣    | 何欣穗    | 杜卡妮、天使童声合唱团 |

## 外部連結
- 互联网电影数据库（IMDb）上《狂野時代》的资料（英文）
- 豆瓣电影上《狂野時代》的資料 （简体中文）